# اردن (کنتاکی)
اردن (به انگلیسی: Jordan) یک منطقهٔ مسکونی در ایالات متحده آمریکا است که در شهرستان فولتن، کنتاکی واقع شده‌است. اردن ۱۲۱٫۹۲ متر بالاتر از سطح دریا واقع شده‌است.